# Azure (album)
Azure is een muziekalbum van de Amerikaanse multi-instrumentalist Kit Watkins. Hij speelt hier alle instrumenten in zijn eentje. Naar goed gebruik destijds werd het gebruikte instrumentarium breed uitgemeten.

## Musici
- Kit Watkins – alle instrumenten waaronder synthesizers, dwarsfluit, sopraansaxofoon en percussie.

## Composities
Allen van Watkins, behalve waar aangegeven:
1. Road to Orion (7:58)
2. Cirrus (6:52)
3. I remember me (Jan Hammer)(5:27)
4. Ursa Major (3:02)
5. Innocent adventure (7:23)
6. Nairam (7:28)
7. Sahara Sonata (6:28)
8. A fragile landscape (5:30)
9. Azure (6:36)